# Lame Deer
Lame Deer est une census-designated place du comté de Rosebud, dans l'État américain du Montana. Elle est le siège de la réserve des Cheyennes du Nord. Au moment du recensement de 2010, elle comptait 2 052 habitants.
Le chef des Cheyennes du Nord Dull Knife, mort en 1883, est inhumé à Lame Deer. La ville abrite un collège communautaire nommé Chief Dull Knife College (en) en son honneur.

## Toponymie
La localité doit son nom anglais au chef minconjou Lame Deer, mort en 1877.
Eh cheyenne, Lame Deer est le plus souvent appelée Méave'ho'éno. En réalité, le sens premier de ce mot est « agence (publique) » (littéralement « don-homme blanc-lieu »). Le nom « exact » de Lame Deer en cheyenne est Mo'ôhtávôheomeneno, « la Cabane noire » (littéralement « noir-cabane-lieu »), en référence au groupe de Cheyennes qui se sont établis dans la région, mais il est moins souvent employé que Méave'ho'éno.